# Vasikkasaari (ö i Finland, Kajanaland, Kajana, lat 64,11, long 27,48)
Vasikkasaari är en ö i Finland. Den ligger i sjön Mainuanjärvi och i kommunen Kajana i den ekonomiska regionen  Kajana ekonomiska region  och landskapet Kajanaland, i den centrala delen av landet, 500 km norr om huvudstaden Helsingfors. Öns area är 3,1 hektar och dess största längd är 480 meter i sydöst-nordvästlig riktning.